# Sapromyza ctenophora
Sapromyza ctenophora är en tvåvingeart som beskrevs av Mitsuhiro Sasakawa 2001. Sapromyza ctenophora ingår i släktet Sapromyza och familjen lövflugor. Inga underarter finns listade i Catalogue of Life.